# 徴収
| ウィキペディアには「徴収」という見出しの百科事典記事はありません（タイトルに「徴収」を含むページの一覧/「徴収」で始まるページの一覧）。 代わりにウィクショナリーのページ「徴収」が役に立つかもしれません。 |